# Cenacolo di San Marco
Il Cenacolo di San Marco (Ultima Cena) è un affresco (400x810 cm) di Domenico Ghirlandaio, databile al 1486 circa e conservato nel Museo nazionale di San Marco a Firenze.

## Storia
L'affresco, ultimo di una serie di tre cenacoli dipinti da Ghirlandaio durante la sua carriera (gli altri sono il Cenacolo della Badia di Passignano del 1476 e il Cenacolo di Ognissanti del 1480), venne chiesto al pittore ormai all'apice della carriera dai frati domenicani di San Marco, per decorare il "Refettorio piccolo", dove mangiavano in genere le persone ospitate nel convento, non i frati.
Si ritiene in genere che Domenico, a quel tempo al culmine della popolarità e pieno di commissioni, abbia preparato solo il disegno (con impostazione analoga al cenacolo di Ognissanti) differendo la realizzazione pittorica soprattutto al fratello Davide e al cognato Sebastiano Mainardi.

## Descrizione e stile

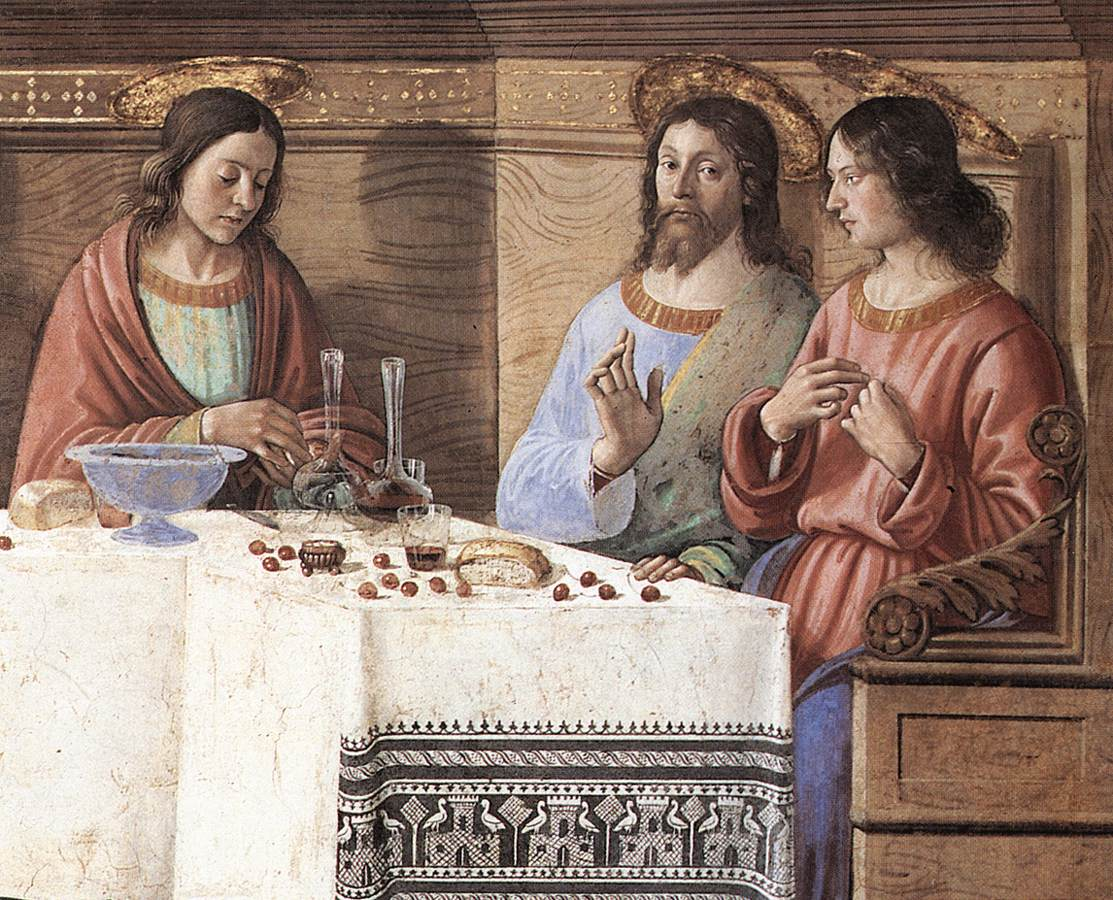
Dettaglio

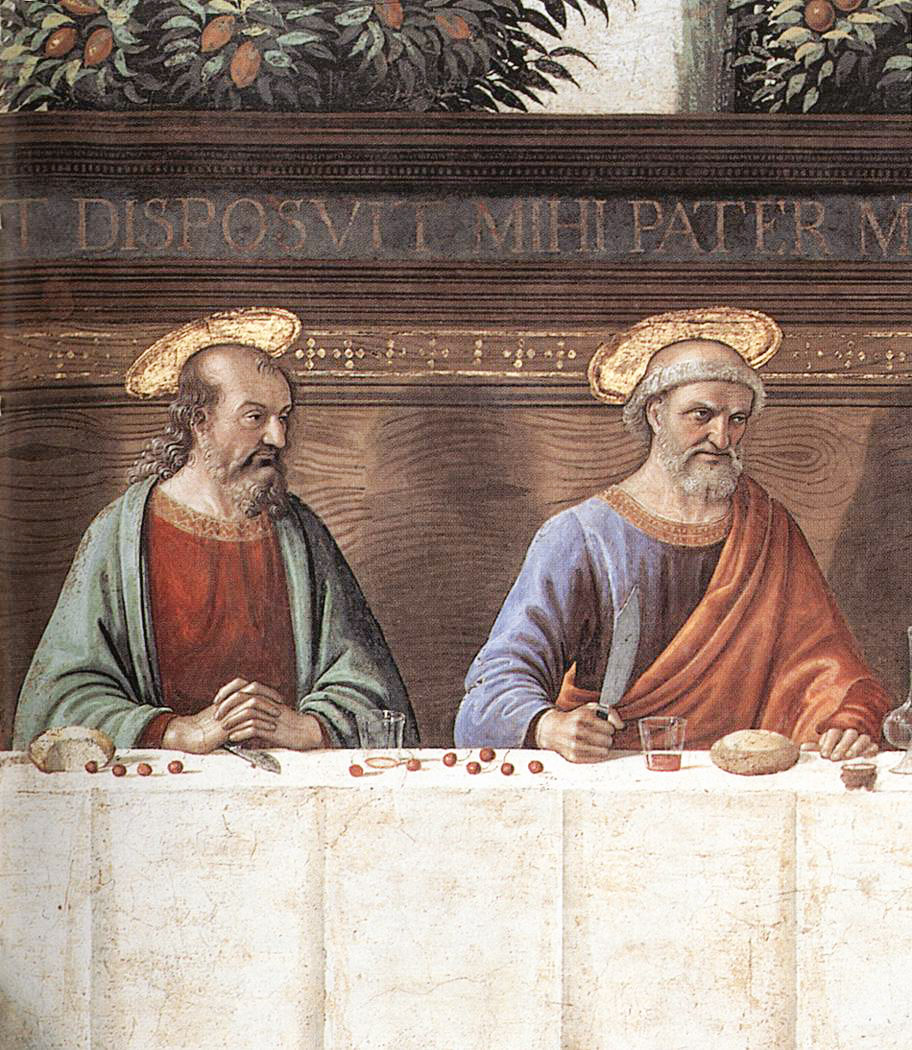
Dettaglio

Dell'affresco nel convento di Ognissanti Ghirlandaio ricalcò fedelmente la struttura architettonica, con la tavola a ferro di cavallo inserita in una stanza con pavimento a scacchi e, oltre la spalliera, l'apertura nelle volte su un loggiato verso un giardino, che si incastrava nell'architettura reale della stanza. Leggermente diversa è la posizione degli apostoli, che occupano anche le due ali laterali affiancandosi in coppia. Rispetto ad Ognissanti la rappresentazione appare più seria e monumentale, con i personaggi più composti, il che fa pensare che il Ghirlandaio avesse voluto rappresentare il momento successivo all'annuncio del tradimento, con Giuda, sempre di spalle, che ha già in mano il pezzo di pane offertogli da Gesù e l'agitazione degli apostoli già più acquietata. Giuda ha il braccio alzato nell'evidente gesto di inzuppare il tozzo di pane nel piatto di Gesù, derivato dal racconto evangelico, ed ha vicino un gatto, simbolo negativo, ma anche notazione domestica nella stanza, come se stesse aspettando un pezzo di cibo (come si trova anche nell'Ultima Cena di Cosimo Rosselli alla cappella Sistina). Mancano accenti drammatici e il sentimento generale a cui la scena è intonata è sereno e posato, interessato piuttosto alla fedeltà al vero dei molti dettagli.
Notevole è anche in questo affresco la cura dei dettagli, che dà ai singoli oggetti il valore di una vera e propria natura morta, riprendendo l'esempio dell'arte fiamminga. Sul tavolo si allineano bottiglie di vetro con acqua e vino, bicchieri, coppe, coltelli, pane, formaggi e vari frutti, tra cui soprattutto ciliegie, che col loro colore rosso ricordano simbolicamente il sangue della Passione; la tovaglia è una tovaglia perugina, come asserisce il prof. Walter Bombe, rappresentata al rovescio per meglio esaltare i dettagli del decoro, affine a innumerevoli esempi che riportano la medesima iconografia (porte fortificate e uccelli, di ispirazione bizantina). Molti sono i virtuosismi, come la visione delle mani degli apostoli oltre i vetri della caraffa, o gli spunti di estremo realismo, come il cerchio rosso residuo del vino bevuto nei bicchieri svuotati. Notevole è il ricamo della tovaglia alle estremità, di ascendenza esotica.
L'iscrizione che corre sullo schienale sopra le teste degli apostoli riporta "Ego dispono vobis sicut disposuit mihi pater meus regnum ut edatis et bibatis super mensa meam in regno meo"  (preparo per voi il regno come il padre mio lo preparò per me affinché mangiate e beviate alla mia mensa nel mio regno) una frase usata anche durante la messa che allude alla trasmigrazione nel Regno dei Cieli. Oltre di essa si vede un giardino simile a quello di Ognissanti, ma più schematico, con alberi da frutto, cipressi e una palma, simbolo di martirio. Tra gli uccelli in volo si vedono due coppie che volano assieme, simbolo dei cicli naturali che si rinnovano, e un pavone, simbolo di immortalità. Due vasi di fiori con richiami alla simbologia mariana (gigli, rose) adornano i lati delle lunette.
Rispetto all'affresco di Ognissanti mancano le corrispondenze tra luce reale e luce del dipinto, copiandone lo schema sebbene l'illuminazione, in questo caso, provenisse dalla parete opposta anziché dai lati.

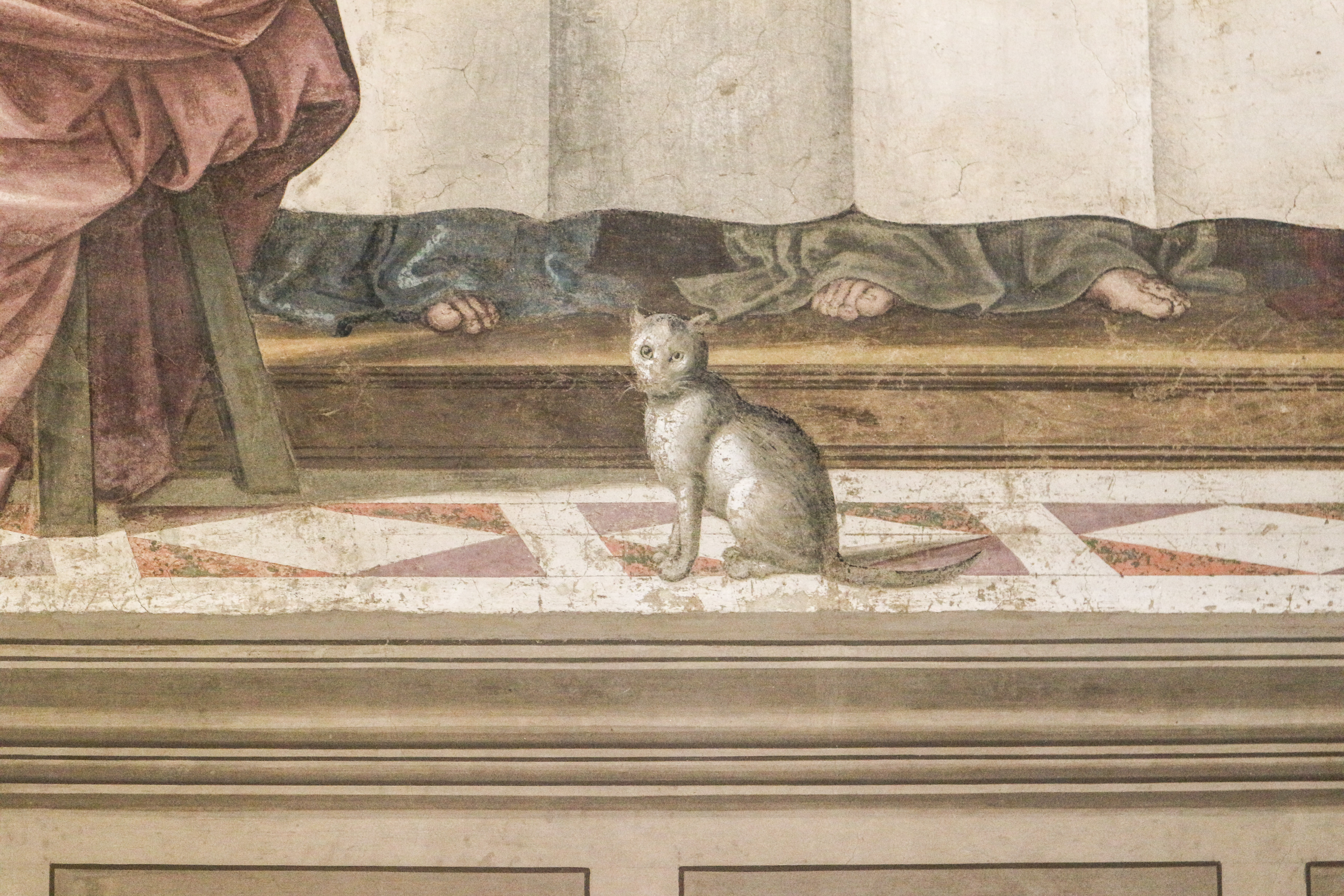
Dettaglio del gatto.

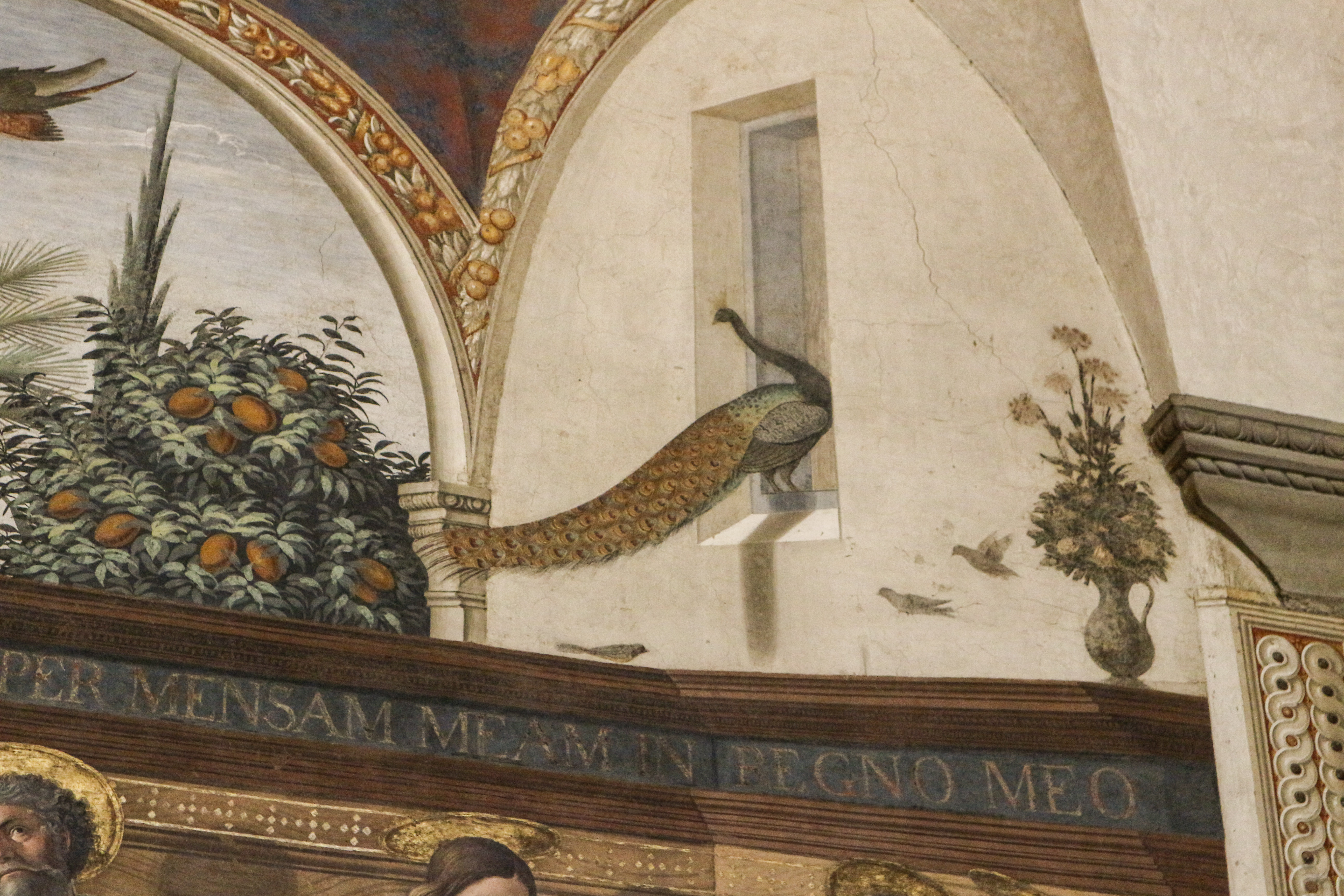
Dettaglio del pavone

Nella parte centrale, dove si congiungono i due archetti della volta, venne raffigurato un piccolo Crocifisso, secondo uno schema ben consolidato di affiancare scene delle Passione alla rappresentazione della Cena.